# Вполювати свідка
Вполювати свідка (Blindsided) — американський драматичний трилер 2021 року. Режисер Джот Ріггс; сценарист Меттью Ізон. Продюсери Еліас Аксум й Л. Грант Бредлі. Світова прем'єра відбулася 9 квітня 2021 року; прем'єра в Україні — 16 вересня 2021-го.

## Про фільм
Батько і дочка стають свідками масштабного злочину. Тепер вони повинні дати свідчення проти впливового наркокартелю.
Безжалісні бандити намагаються вислідити та ліквідувати свідків.

## Знімались
| Актор            | Роль         |
| ---------------- | ------------ |
| Наташа Генстридж | Тейлор Вард  |
| Менні Перес      | Леон Рамірес |
| Костас Менділор  | Коул Беннетт |